# OPPO Reno7 A
OPPO Reno7 A（オッポ リノセブン エー）とは、オウガ・ジャパンが2022年に発売したスマートフォンである。

## 概要
Reno7 Aは、前年度のReno5 Aの後継機となる形で、Reno Aシリーズ4作目の製品として2022年6月16日に発表、23日に発売されたスマートフォンである。SIMフリー版のほか、au・UQ mobile・ワイモバイル・楽天モバイル向けにキャリア版を発売している。
Reno5 A（以下前機）からの使用者の声を反映し、AMOLED（有機EL）ディスプレイを復活させ、画面内指紋認証を搭載した。前機と比較して角張ったデザインに変更されたほか、軽量化とバッテリーの増量がなされた。
本機がSnapdragon 695が搭載されたことを受け、前機のSnapdragon 765Gと比較してスペックが下がったかとの質問が相次いだことに対し、オウガ・ジャパン公式は否定している。なお、スマートフォンの性能比較に使用される代表的なアプリケーション「AnTuTu Benchmark」においては、Reno5 AよりReno7 Aのほうがスコアが高くなっている。Snapdragon 695の採用については、インタビューで「この価格帯だと今年（2022年）はSnapdragon 695しか選べなかった」と述べられている。